# Пригоди Телемака

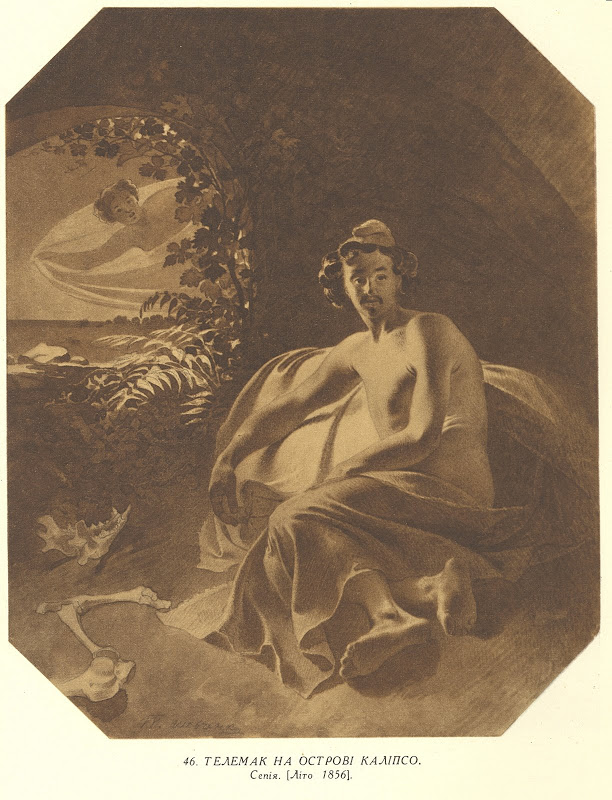
Тарас Шевченко. Телемак на острові Каліпсо

«Пригоди Телемака» (фр. Les Aventures de Télemaque) — роман французького письменника Франсуа Фенелона. Вперше був опублікований 1699 року. Багато в чому навіяний четвертою книгою «Одіссеї» Гомера, роман є політичною алегорією дидактичного призначення (книга була написана для вихованця Фенелона, герцога Бургундського, онука Людовика XIV). Однак розсіяні книгою «злі глузування» над французьким монархом зрештою привели до опали Фенелона. Аж до першої світової війни «Пригоди Телемака», які Монтеск'є назвав «Божественним твором нашого століття», займали провідне положення на європейському книжковому ринку. Книгу, за його словами, знав напам'ять Генріх Шліман. Переклади роману неодноразово видавалися і мали великий успіх у царській Росії. Книгу прочитав у дитинстві та високо цінував Андрій Болотов: «Солодкий піітичний склад полонив моє серце і думки, влив у мене смак до творів цього роду і викликав цікавість до читання подальшого». У 1770 році книгу прочитав юний Моцарт (раніше він відвідав з родиною могилу Фенелона в Камбре); можливо, в його опері «Ідоменей» відбилися сліди цього читання.